# 長崎絵

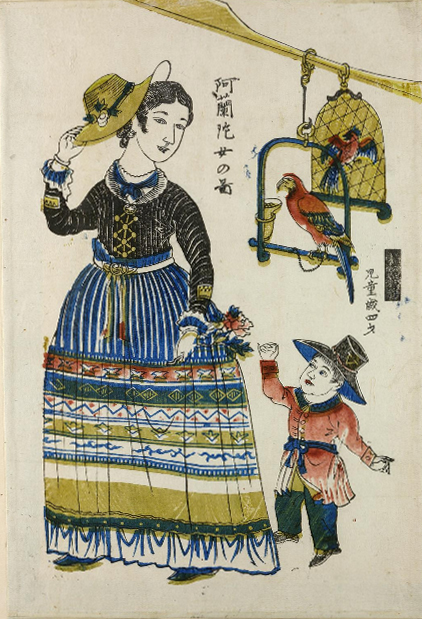
「オランダ女の図」18世紀末。合羽摺。大英博物館蔵。

長崎絵（ながさきえ）は、江戸時代に長崎で版行された浮世絵版画である。長崎版画ともいわれる。

## 特色
江戸の浮世絵版画と異なる点として、清朝の蘇州版画から影響を受けていることや、オランダ人や唐人の装束、生活様式、持ち物等が描かれる点である。
18世紀半ばから幕末にかけて、樋口弘は「低く押さえて500点」が版行されたとする。
彩色については、墨摺絵に筆での彩色、合羽摺 、錦絵に分けられる。また、版画の材料についても、使用する紙は粗悪なもので、色も江戸絵のように美しい色彩は使用せず、茶色、藍色、紅色、墨色などをもって描かれている。
絵師として、敲月館（こうげつかん）、磯野文斎、整恩らが挙げられる。版元として大和屋（磯野文斎）、針屋、豊島屋、文錦堂、益永、牛深屋、梅香堂、文松堂、紫雲堂、耕寿堂、鄰華堂、中村惣三郎などが挙げられる。

## 主要絵師
- 磯野文斎　生没年不詳。江戸にて渓斎英泉に師事し、長崎に錦絵をもたらした[6]。
- 整恩　生没年ほか閲歴は不明。磯野文斎の妻[要出典]。